# Paolo Bianchi (cestista)
Paolo Bianchi (Milano, 26 maggio 1953) è un ex cestista italiano.

## Carriera

### Club
Cresciuto nelle formazioni giovanili della Pallacanestro Olimpia Milano, vince lo scudetto italiano juniores nel 1970. A 17 anni l'esordio in prima squadra. 
Per otto anni gioca da protagonista nella squadra milanese (prima sponsorizzata Simmenthal, poi Innocenti, quindi Cinzano), ruolo di guardia, distinguendosi per il tiro preciso dalla lunga distanza e per la grande elevazione. 
Con l'Olimpia colleziona complessivamente 205 presenze (20º giocatore assoluto) e 2.137 punti (20º giocatore assoluto, quando non esisteva il tiro da 3 punti), vincendo uno scudetto, una Coppa Italia, tre Coppe delle Coppe e indossando la fascia di capitano nella stagione 1977-1978.
Nella stagione 1978-1979 passa al Basket Rimini e, nella stagione successiva, alla Pallacanestro Livorno dove contribuisce alla promozione della squadra in Serie A e disputa altri quattro campionati fino al 1984.
Al termine della carriera da giocatore, è per tre anni accompagnatore dirigente della prima squadra dell'Olimpia Milano.

### Nazionale
Con la Nazionale Juniores conquista la medaglia di bronzo ai Campionati Europei di Atene 1970 e la medaglia d'argento ai Campionati Europei di Zara 1972 (in questa edizione è anche capitano della squadra).
Con la Nazionale Militare vince il Campionato Mondiale 1973, battendo nella finale di Washington i padroni di casa statunitensi.
Nella Nazionale italiana di pallacanestro esordisce nel 1975, collezionando 19 presenze e segnando 32 punti.

## Palmarès
- Campionato italiano: 1

Olimpia Milano: 1971-72
- Coppa Italia: 1

Olimpia Milano: 1972
- Coppa delle Coppe: 3

Olimpia Milano: 1970-71, 1971-72, 1975-76

## Curiosità
Paolo Bianchi possiede una delle più importanti collezioni al mondo di spille e distintivi di basket, con oltre 6.000 pezzi.